# Tremellomycetes
Tremellomycetes Doweld – klasa grzybów należąca do gromady podstawczaków (Basidiomycota).

## Systematyka
Klasa Tremellomycetes została utworzona przez Aleksandra Dowelda w „Prosyllabus Tracheophytorum” w 2001 r. Według kodeksu Index Fungorum należą do niej:
- podklasa Tremellomycetidae Locq. 1984
  - rząd Cystofilobasidiales Fell et al. 1999
- podklasy incertae sedis
  - rząd Chionasterales N.A.T. Irwin, C.S. Twynstra, V. Mathur & P.J. Keeling 2021
  - rząd Filobasidiales Jülich 1981 – nitkopodstawkowce
  - rząd: Holtermanniales Libkind, Wuczk., Turchetti & Boekhout 2011
  - rząd Tremellales Fr. 1821 – trzęsakowce
  - rząd Trichosporonales Boekhout & Fell 2000
  - rząd: incertae sedis:
    - rodziny Incertae sedis
      - rodzaj: Heteromycophaga P. Roberts 1997
      - rodzaj Phyllopta (Fr.) Fr. 1825[2].

Zakres tej grupy jest bliski zakresowi galaretniaków (Gelimycetes) wydzielanych we wcześniejszych systemach.